# Tępcz
Tępcz (dodatkowa nazwa w j. kaszub. Tãpcz) – wieś kaszubska w Polsce, położona w województwie pomorskim, w powiecie wejherowskim, w gminie Luzino.
| SIMC    | Nazwa    | Rodzaj    |
| ------- | -------- | --------- |
| 0167007 | Rzepecka | część wsi |

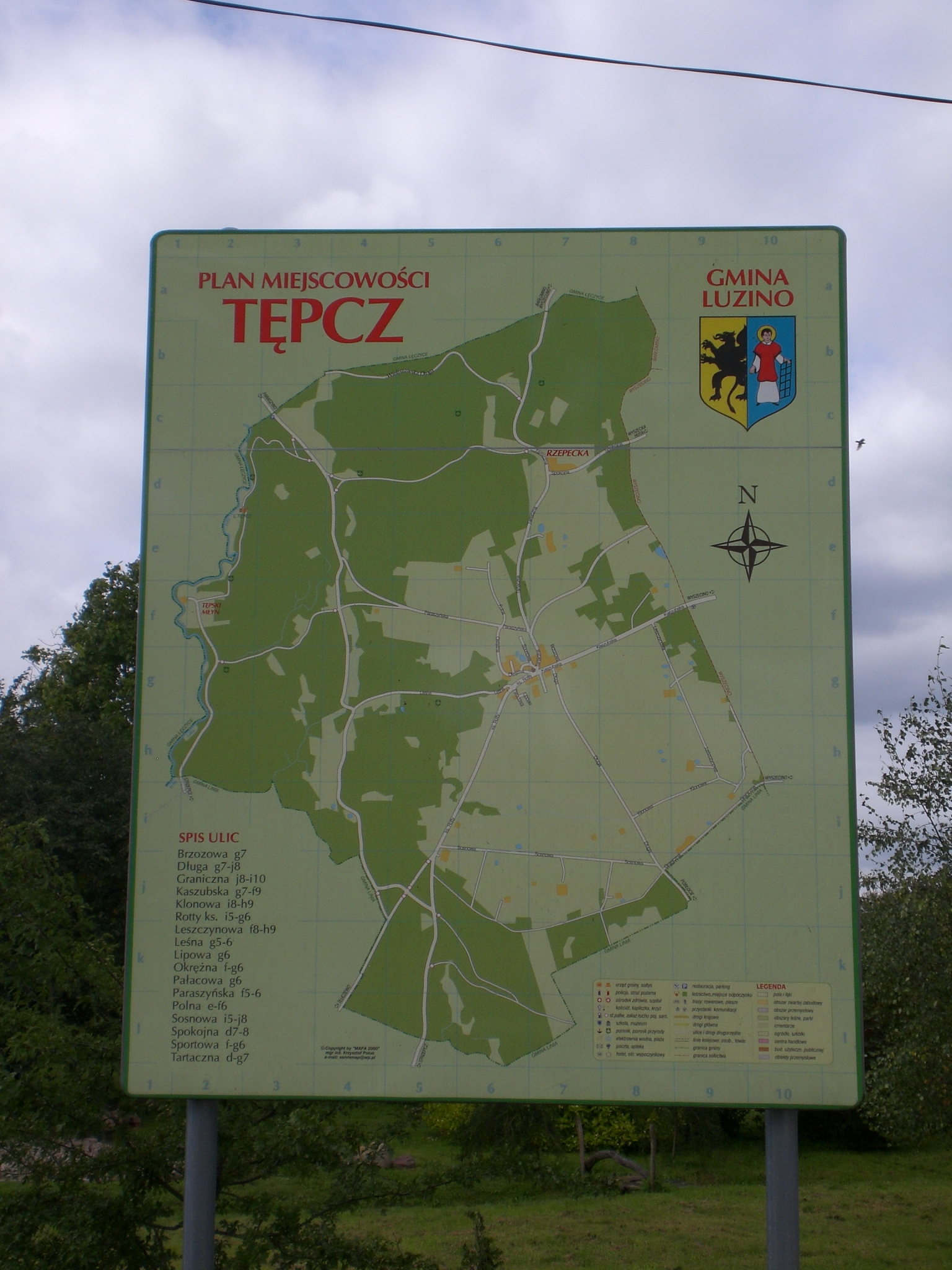
Plan miejscowości

Wieś szlachecka Tępcze położona była w II połowie XVI wieku w powiecie mirachowskim województwa pomorskiego. W latach 1975–1998 miejscowość administracyjnie należała do województwa gdańskiego.